# Cynorkis jumelleana
Cynorkis jumelleana är en orkidéart som beskrevs av Rudolf Schlechter. Cynorkis jumelleana ingår i släktet Cynorkis, och familjen orkidéer.

## Underarter
Arten delas in i följande underarter:
- C. j. gracillima
- C. j. jumelleana